# Возобновляемые источники энергии в Китае

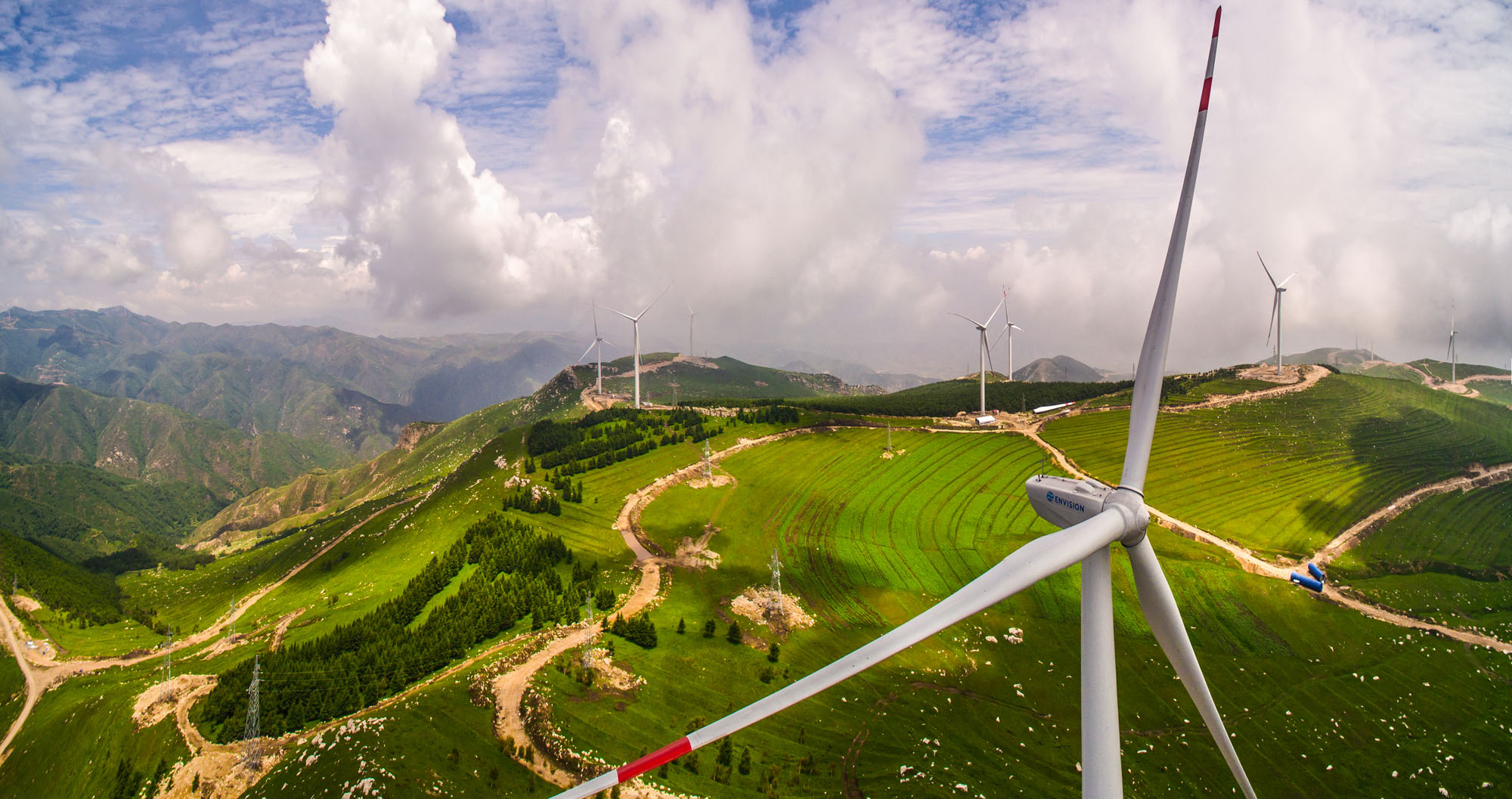
Панорама ветровой фермы в провинции Шаньси, Китай

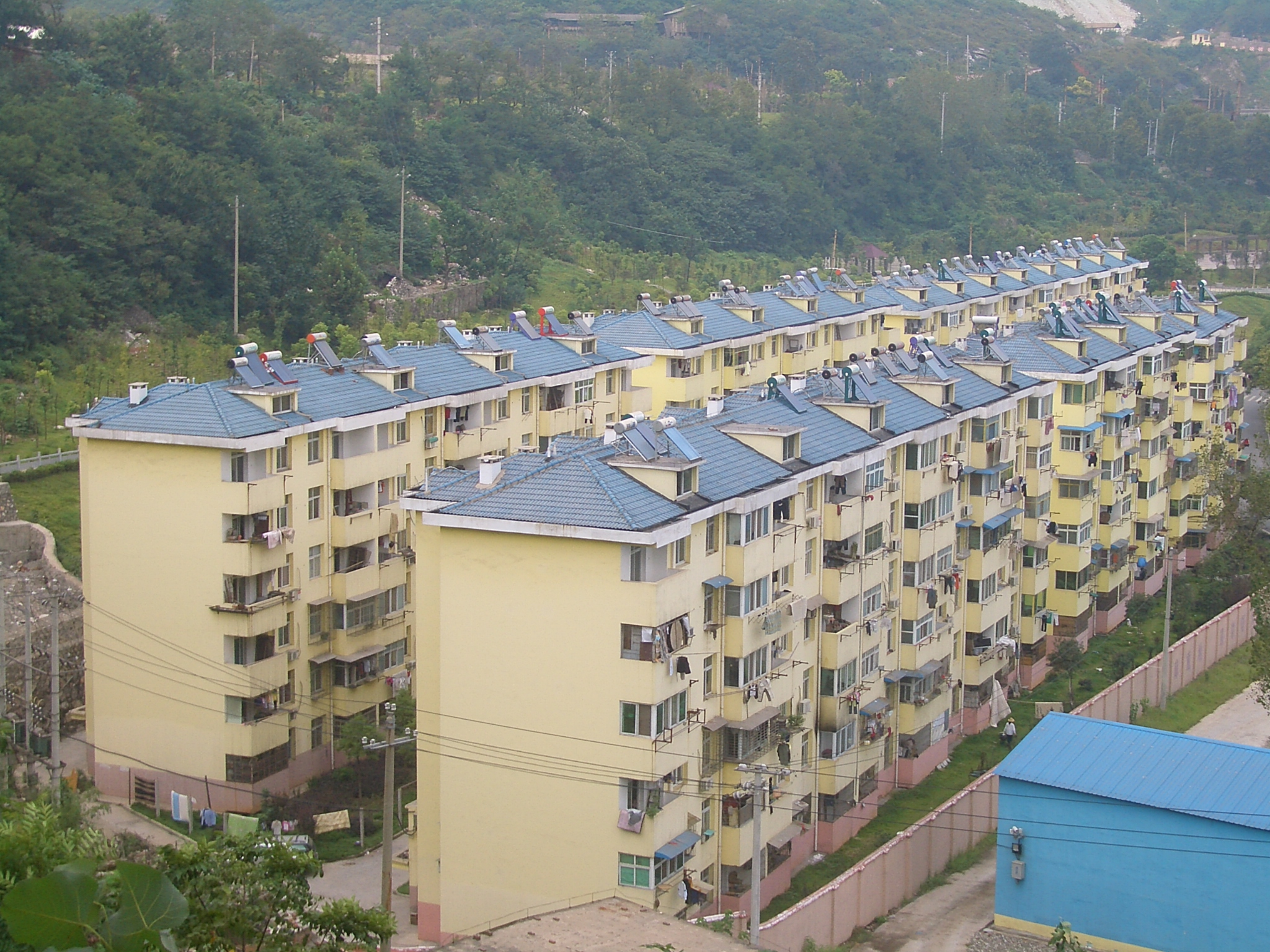
Водонагреватели, работающие на энергии солнца очень популярны среди китайских городов среднего размера.

Китай является мировым лидером по производству электроэнергии посредством возобновляемых источников энергии. Объёмы производства более чем в два раза превышают производство США, которые стоят на втором месте в рейтинге.
В 2013 суммарная мощность возобновляемой энергии страны составляла 378 ГВт, в основном от ГЭС и энергии ветра. Сектор возобновляемых источников энергии в Китае растёт быстрее, чем объёмы производства ископаемого топлива и атомной энергии.
Хотя в настоящее время установленная мощность гидро, солнечной и ветровой энергии Китая самая большая в мире, его потребности в энергии настолько велики, что в 2015 году возобновляемые источники обеспечили лишь чуть более 24 % электроэнергии, а остальная часть пришлась на угольные электростанции. Тем не менее, доля возобновляемых источников в энергетическом балансе постепенно увеличивается в последние годы.
Китай рассматривает возобновляемые источники энергии как источник энергетической безопасности, а не только путь сокращения выбросов углерода. План действий Китая по предотвращению и контролю загрязнения воздуха, опубликованный Государственным Советом в сентябре 2013 года, демонстрирует желание правительства увеличить долю возобновляемых источников энергии в энергетическом балансе страны. В отличие от нефти, угля и газа, запасы которых конечны и использование которых является одной из геополитических проблем, система возобновляемых источников энергии может быть создана и используема в любом месте, где есть достаточное количество воды, ветра и солнца.
Как только объёмы «чистого» производства в Китае выросли, затраты на технологии использования возобновляемых источников энергии резко снизились. Инновации способствовали этому, но главным фактором снижения затрат стала рыночная экспансия. В 2015 году Китай стал крупнейшим в мире производителем фотоэлектрической энергии, общая установленная мощность составляет 43 ГВт. С 2005 по 2014 год, производство солнечных батарей в Китае расширилось в 100 раз.

## Обзор возобновляемых источников электроэнергии
| Год  | Общий объем | Ископаемые виды топлива | Ископаемые виды топлива | Ископаемые виды топлива | Атомная энергия | Возобновляемые источники энергии | Возобновляемые источники энергии | Возобновляемые источники энергии | Возобновляемые источники энергии | Возобновляемые источники энергии    | Возобновляемые источники энергии | Возобновляемые источники энергии | Возобновляемые источники энергии | Общий объем энергии из возобновляемых источников | Доля энергии из возобновляемых источников |
| Год  | Общий объем | Уголь                   | Нефть                   | Газ                     | Атомная энергия | Отходы                           | ГЭС                              | Ветер                            | Биотопливо                       | Фотоэлектрическая солнечная энергия | Энергия солнечной радиации       | Геотермическая энергия           | Приливы                          | Общий объем энергии из возобновляемых источников | Доля энергии из возобновляемых источников |
| ---- | ----------- | ----------------------- | ----------------------- | ----------------------- | --------------- | -------------------------------- | -------------------------------- | -------------------------------- | -------------------------------- | ----------------------------------- | -------------------------------- | -------------------------------- | -------------------------------- | ------------------------------------------------ | ----------------------------------------- |
| 2008 | 3,481,985   | 2,743,767               | 23,791                  | 31,028                  | 68,394          | 0                                | 585,187                          | 14,800                           | 14,715                           | 152                                 | 0                                | 144                              | 7                                | 615,005                                          | 17.66 %                                   |
| 2009 | 3,741,961   | 2,940,751               | 16,612                  | 50,813                  | 70,134          | 0                                | 615,640                          | 26,900                           | 20,700                           | 279                                 | 0                                | 125                              | 7                                | 663,651                                          | 17.74 %                                   |
| 2010 | 4,207,993   | 3,250,409               | 13,236                  | 69,027                  | 73,880          | 9,064                            | 722,172                          | 44,622                           | 24,750                           | 699                                 | 2                                | 125                              | 7                                | 801,441                                          | 19.05 %                                   |
| 2011 | 4,715,761   | 3,723,315               | 7,786                   | 84,022                  | 86,350          | 10,770                           | 698,945                          | 70,331                           | 31,500                           | 2,604                               | 6                                | 125                              | 7                                | 814,288                                          | 17.27 %                                   |
| 2012 | 4,994,038   | 3,785,022               | 6,698                   | 85,686                  | 97,394          | 10,968                           | 872,107                          | 95,978                           | 33,700                           | 6,344                               | 9                                | 125                              | 7                                | 1,019,238                                        | 20.41 %                                   |
| 2013 | 5,447,231   | 4,110,826               | 6,504                   | 90,602                  | 111,613         | 12,304                           | 920,291                          | 141,197                          | 38,300                           | 15,451                              | 26                               | 109                              | 8                                | 1,127,686                                        | 20.70 %                                   |
| 2014 | 5,678,945   | 4,115,215               | 9,517                   | 114,505                 | 132,538         | 12,956                           | 1,064,337                        | 156,078                          | 44,437                           | 29,195                              | 34                               | 125                              | 8                                | 1,307,170                                        | 23.02 %                                   |
| 2015 | 5,859,958   | 4,108,994               | 9,679                   | 145,346                 | 170,789         | 11,029                           | 1,130,270                        | 185,766                          | 52,700                           | 45,225                              | 27                               | 125                              | 8                                | 1,425,180                                        | 24.32 %                                   |

По состоянию на конец 2014 года ГЭС по-прежнему остаются крупнейшей составляющей производства электроэнергии из возобновляемых источников, на них приходится 1,064 млрд кВт⋅ч. Энергия ветра обеспечивает 156 млрд кВт⋅ч, следующее по величине биотопливо — 44 кВт⋅ч. Солнечная энергия с отметки всего в 152 ГВт-ч в 2008 году, однако объёмы производства выросли до более чем 29 млрд кВт⋅ч к 2014 году.
Общая доля электроэнергии, вырабатываемой из возобновляемых источников, согласно данным вышеприведённой таблицы, возросла с немногим более 17 % в 2008 году до чуть более 23 % к 2014 году. Доля солнечных и ветряных электростанций продолжает расти быстрыми темпами.

### Гидроэнергетика

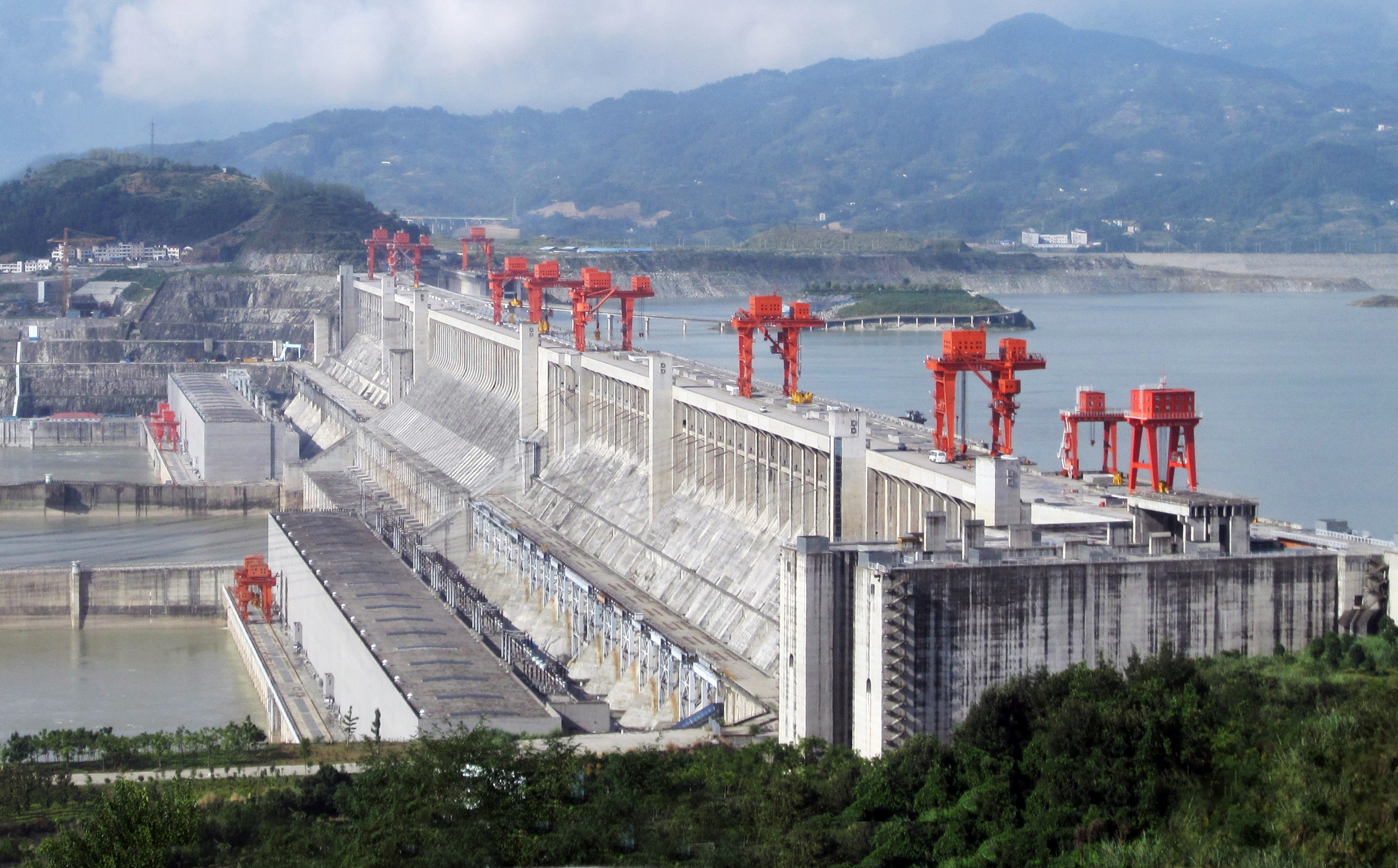
ГЭС «Три ущелья» в провинции Хубэй, Китай

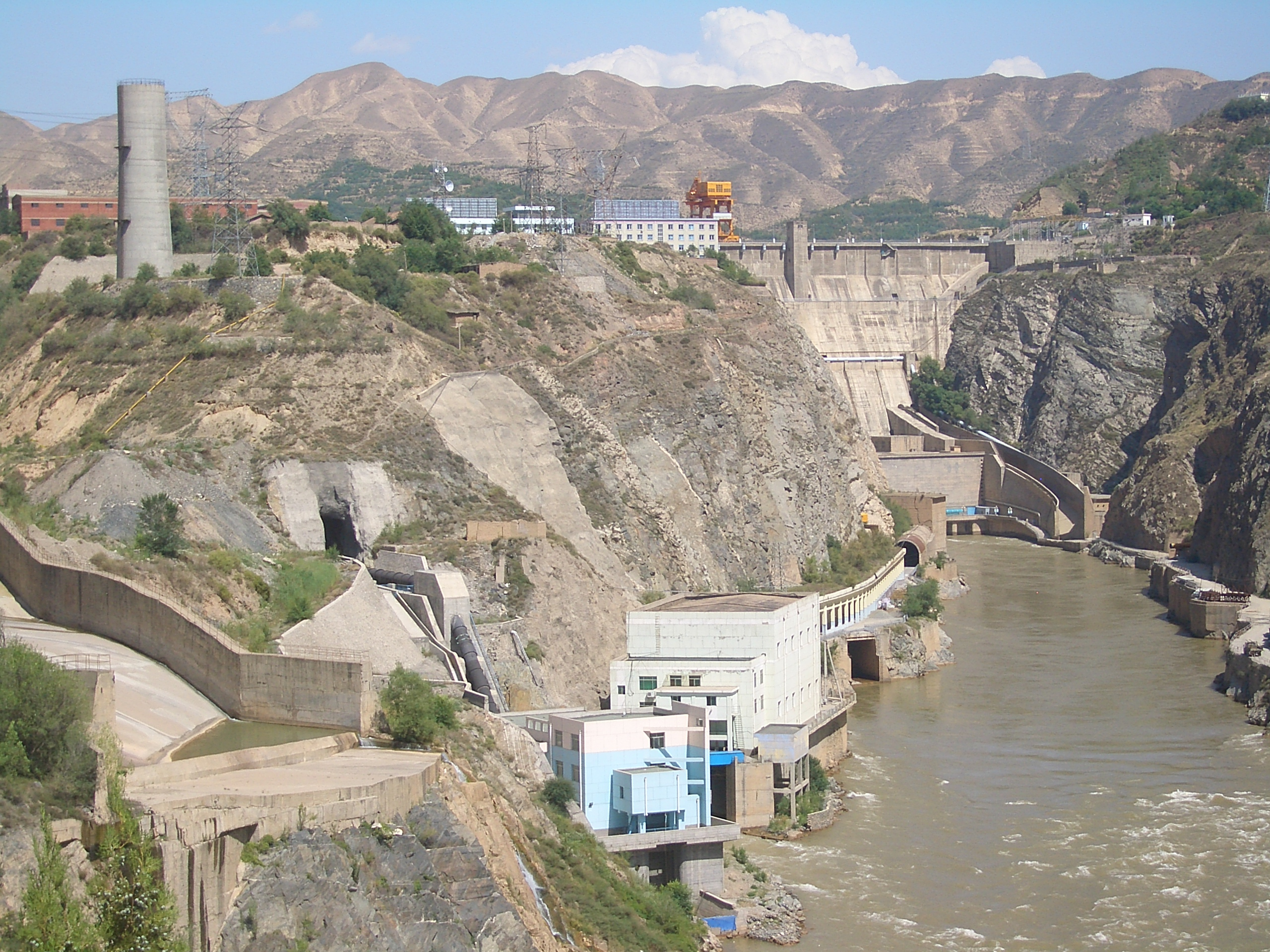
Плотины ГЭС Liujiaxia в провинции Ганьсу, Китай

6 апреля 2007 года, гидроэнергетический проект реки Ганьсу Данг был зарегистрирован в качестве проекта механизма чистого развития (МЧР) в соответствии с требованиями Киотского протокола Рамочной Конвенции Организации Объединенных Наций об изменении климата. Проект включает в себя строительство и эксплуатацию восьми русловых ГЭС с общей мощностью в 35,4 ГВт, которые будут вырабатывать в среднем 224 ГВт в год. Проект находится в провинции Ганьсу и был сертифицирован Государственным комитетом по развитию и реформам КНР, с целью соответствовать «мерам по введению и контролю проектов механизма чистого развития в Китае». Генерируемая энергия будет продаваться в электросетевой комплекс Ганьсу, который является частью Северо-Западной региональной электросети Китая (NWPG). Она вытеснит эквивалентное количество электроэнергии, поставляемое NWPG посредством различных источников. Разработчиком проекта ГЭС Ганьсу Данг, строительство которой началось 1 ноября 2004 года, является Jiayuguan City Tongyuan Hydropower Co.
В 2006 году 10 ГВт установленной мощности ГЭС было в эксплуатацию. Государственный комитет по развитию и реформам КНР также одобрил тринадцать дополнительных гидроэнергетических проектов в 2006 году, которые в совокупности будут вырабатывать 19,5 ГВт. Новые гидроэнергетические проекты, которые были одобрены, и строительство которых было начато в 2006 году, включают в ГЭС на реках Сянцзяба (6000 МВт), Ялунцзян (4800 МВт), Меконг (1750 МВт), Бэйпаньцзян (1040 МВт), а Уцзян (приток Янцзы) (1080 МВт). В 2005 году после одобрения комитета началось строительство ГЭС на: река Цзиньша (12600 МВт), Хуанхэ (4200 МВт), и Ялунцзян (первая фаза) (3600 МВт).

### Энергия ветра

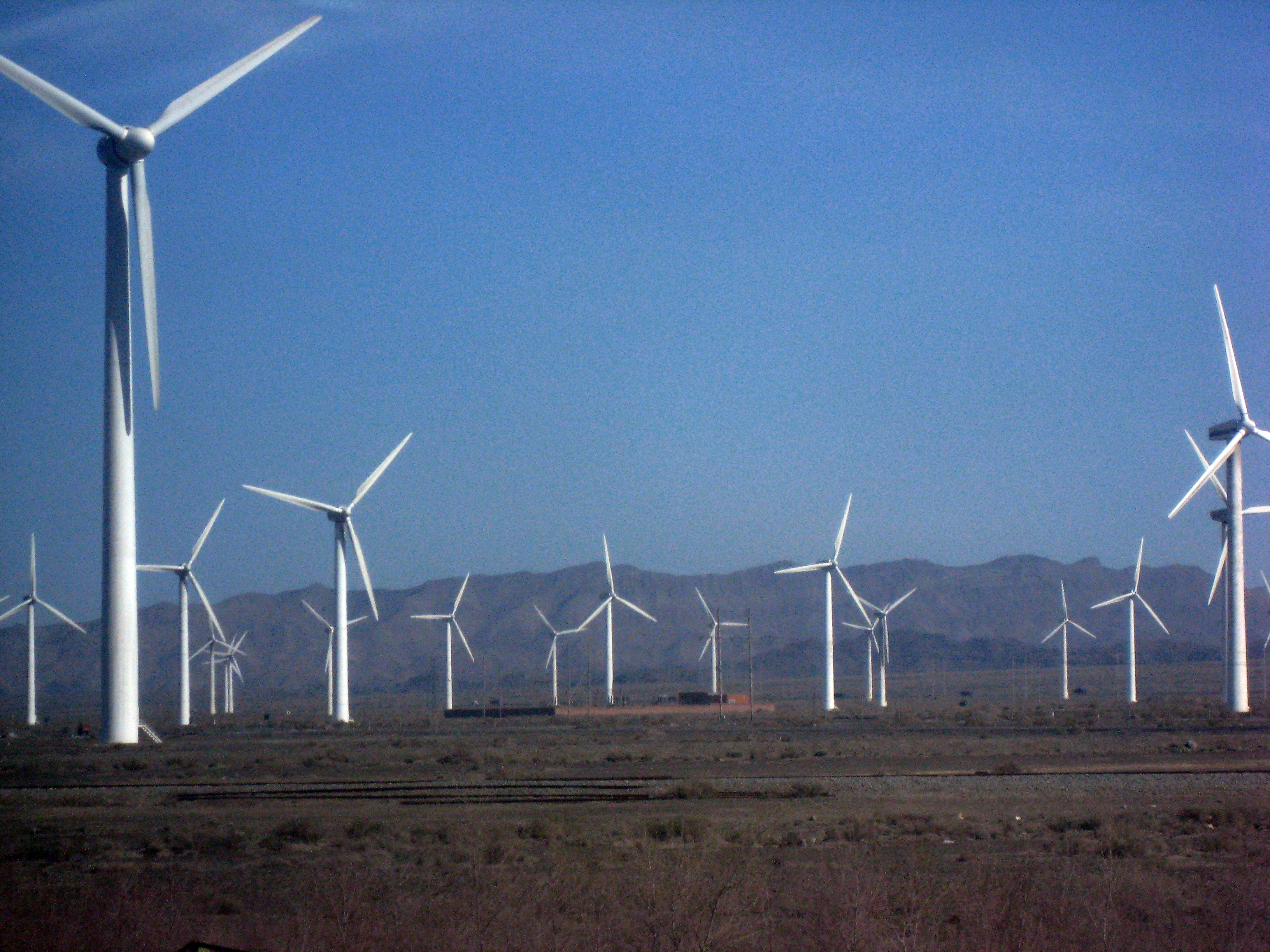
Ветропарк в Синьцзян, Китай

Китай обладает крупнейшими ветровые ресурсы в мире и три четверти этого природного ресурса находится в море. Китай стремится вырабатывать 210 ГВт ветроэнергетических мощностей к 2020 году. Китай призывает иностранные компании, особенно из США, инвестировать в сектор ветроэнергетики в Китае. однако использование энергии ветра в Китае не всегда поспевает за строительством ветроэлектростанций в стране.
В 2008 году Китай стал четвёртым крупнейшим производителем ветряной электроэнергии после Соединённых Штатов, Германии, и Испании. В конце 2008 года на энергию ветра в Китае приходилось 12,2 ГВт генерирующей мощности. К концу 2008 года как минимум пятнадцать китайских компаний, производящих ветрогенераторы, и несколько десятков, производящих компоненты, существовало на рынке. Стали распространёнными турбины размером от 1,5 МВт и 2 МВт. Ведущими стали ветроэнергетические компании Goldwind и Sinovel. Китай также увеличил производство малых ветроустановок до примерно 80 000 турбин (80 МВт) в 2008 году. Все это развитие китайской ветроэнергетики оказался подвержен влиянию мирового финансового кризиса и в его рамках оказалось неэффективно, по мнению отраслевых наблюдателей.
К 2009 году общая установленная ветроэнергетическая мощность в Китае выросла до 26 ГВт. Китай выделил ветровую энергетику в качестве ключевого компонента роста экономики страны.
С 2010 года Китай стал крупнейшим в мире производителем ветрогенераторов, превзойдя производителей Дании, Германии, Испании и США. Изначально целью было достигнуть отметки в 10 ГВт к 2010 году, , но общая установленная мощность ветровой энергетики достигла 25.1 ГВт уже к концу 2009 года.
Стоит добавить, что остается нерешенной задача утилизации устаревших ветряков(их лопастей). Вторичное использование композита, из которого выполнены ветровые лопасти, невыгодно с точки зрения расходов. Поэтому в настоящее время активно происходит поиск решения данной проблемы.

### Солнечная энергия

Рост мощностей солнечных батарей в Китае

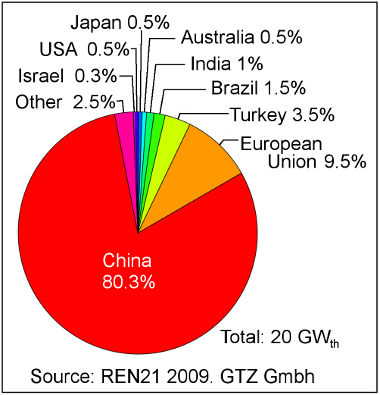
Количество новых солнечных установок горячего водоснабжения в 2007 году во всем мире.

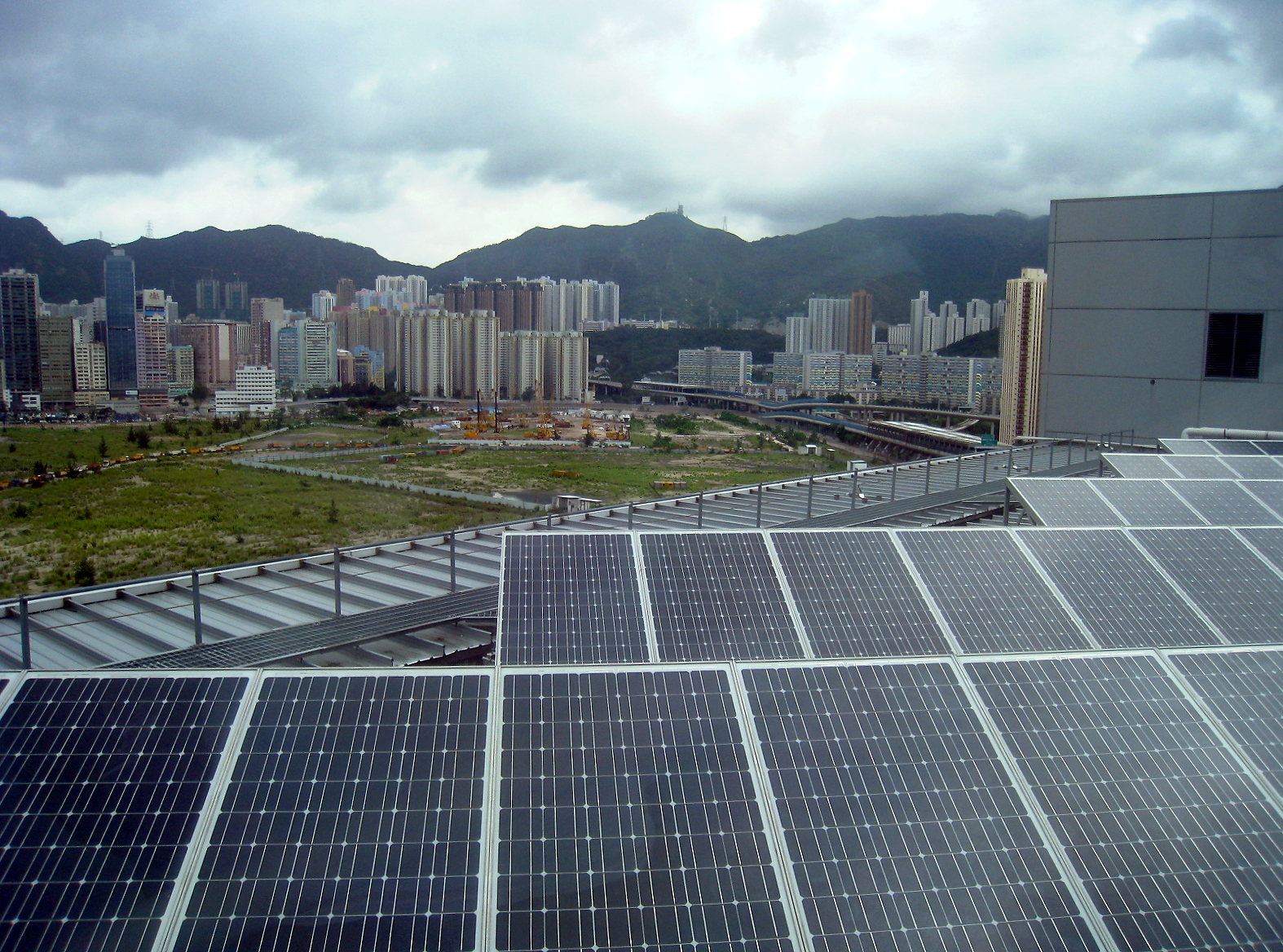
Солнечная энергетика в Гонконге

Китай производит 63 % устройств для преобразования световой энергии. Страна превратилась в крупнейшего в мире производителя по состоянию на июнь 2015 года.
После объявления правительством в 2009 году строительства новой системы Золотого Солнца, было озвучено много планов и предложений по развитию индустрии. Появилось много новых «игроков» в индустрии, которые стали частью вехи развития солнечной энергетики и технологий в Китае. Например, Anwell Technologies, которые разработали новые тонкоплёночные солнечные электростанции в провинции Хэнань, используя собственные запатентованные технологии использования солнечной энергии. Соглашение было подписано LDK на 500 МВт в рамках проекта по производству солнечной энергии в условиях пустыни. Стремление к использованию возобновляемых источников энергии в Китае было также заверено выступлением председателя КНР саммите ООН по проблемам изменения климата 22 сентября 2009 года в Нью-Йорке. Он пообещал, что Китай в течение десятилетия реализует план, согласно которому 15 % энергии будет производиться из возобновляемых источников.
Китай стал мировым лидером по производству солнечных фотоэлектрических технологий, в котором принимают участие шесть крупнейших солнечных компаний общей стоимостью свыше 15 миллиардов долларов. Около 820 МВт фотоэлектрических мощностей были произведены в Китае в 2007 году, уступив только Японии.

### Энергия биомассы и биотопливо
Китай стал третьим по величине в мире производителем биотоплива на основе этанола (после США и Бразилии) ещё в конце 10-й пятилетки в 2005 году, в настоящее время этанол составляет 20 % от общего объёма автомобильного топлива, потребляемого в Китае. В течение 11-й пятилетнего плана(с 2006 по 2010 гг.) в планах Китая было вырабатывать шесть мегатонн в год. На данный момент ожидается, что производство увеличится до 15 мегатонн в год к 2020 году. Несмотря на такой уровень производства, эксперты говорят, что не будет никакой угрозы для продовольственной безопасности, хотя количество фермеров, которые будут заниматься «нефтяным фермерством» будет расти в случае, если цена сырой нефти продолжит расти. Исходя из запланированных проектов по производству этанола, объёмов зерна в некоторых провинциях будет недостаточно, чтобы обеспечить сырьё для заводов в этих провинциях. В недавно опубликованном Обзоре мировой экономики (World Economic Outlook) Международный валютный фонд выразил обеспокоенность тем, что в мире может начаться усиление конкуренции между биотопливом и продуктами продовольственного потребления сельскохозяйственной продукции. Также он отметил, что конкуренция, вероятно, приведёт к росту цен на зерновые культуры.
Началась работа в зоне экономического развития провинции Цзянсу, в районе города Суцянь над энергетическим проектом Kaiyou Green Energy Biomass (Rice Husks) Power Generating, фонд которого составляет около 250 млн юаней. В рамках данного проекта будет производиться 144 ГВт электроэнергии в год и перерабатываться 200 тыс. тонн отходов растениеводства ежегодно.
Биоэнергетика в Китае также используется на национальном уровне, как в печах для переработки биомассы так и в рамках производства биогаза из навоза.

### Геотермальная энергетика

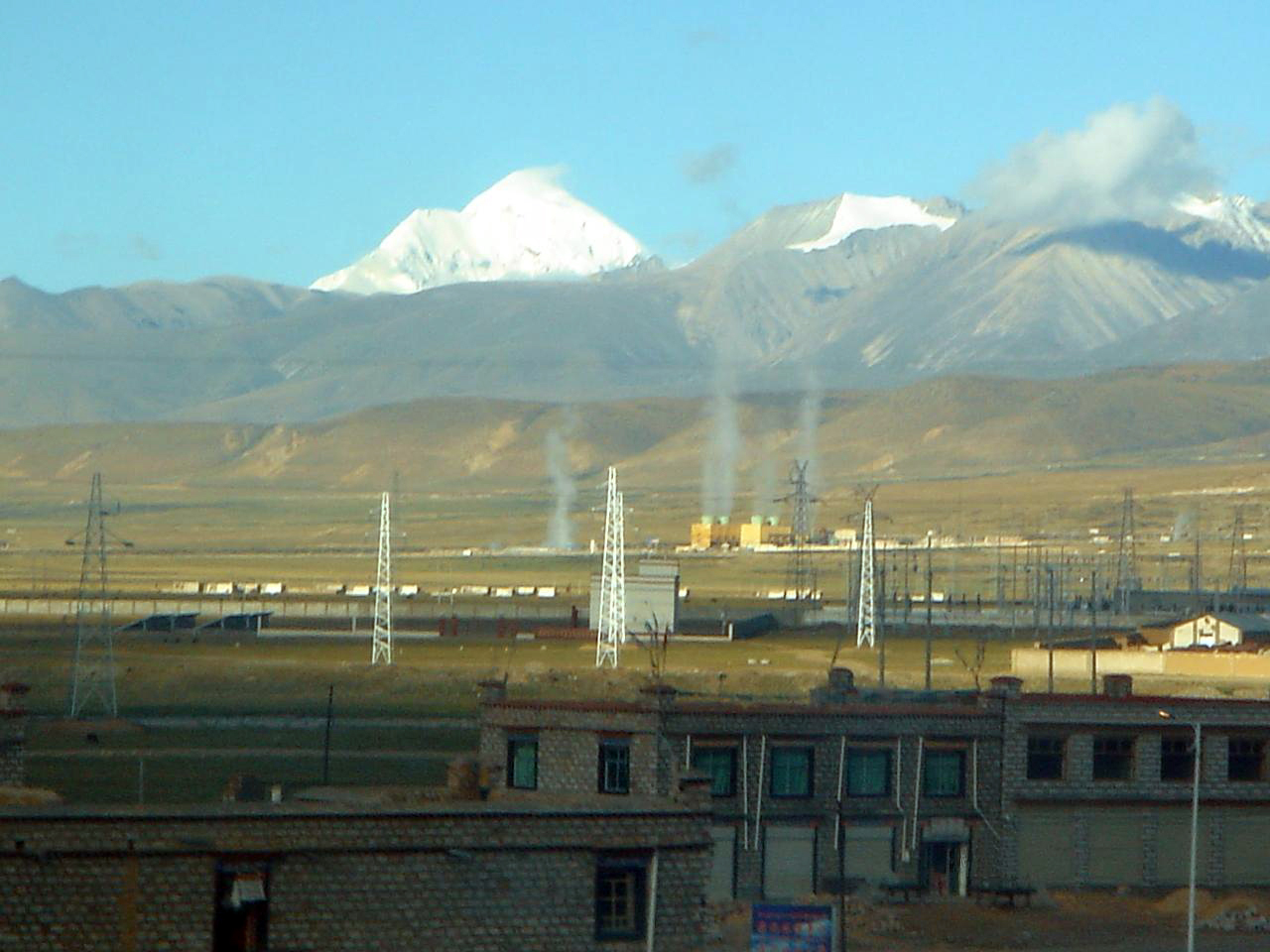
Теплоэлектростанция Янбацзин с мощностью 24 МВт

Геотермальные ресурсы в Китае обильны и широко распространены по всей стране. На территории страны расположены более 2700 горячих источников, температура которых превышает 250 °С. В 1990 году общий расход термальной воды для непосредственного использования составил более 9500 кг/с, что делает Китай вторым потребителем геотермальной энергии в мире. Признав геотермальную энергию в качестве одного из альтернативных и возобновляемых энергетических ресурсов, с 1970-х годов Китай провёл обширные исследования, направленные на изучение путей использования ресурсов высокой температуры для производства электроэнергии. К 2006 году, 181 геотермальная система была создана на территории материкового Китая, по оценкам общий потенциал мощности составлял 1,740 МВт. Однако, только семь заводов, общей мощностью 32 МВт, были построены и функционировали в 2006 году.

## Национальные законы и политика
После роспуска Департамента энергетики и промышленности в 1993 году в Китае не было государственного учреждения, эффективно управляющего энергетикой страны. Вопросы находятся под контролем нескольких организаций, таких как Национальная комиссия по развитию и реформам Китая (ndrc), Министерство торговли, Государственная комиссия регулирования электроэнергетики (СИУР) и так далее. В 2008 году при НКРР было создано Национальное энергетическое Управление, однако его работа оказалась неэффективной. В январе 2010 года Государственный Совет принял решение о создании Национальной энергетической комиссии (НЭК) во главе с нынешним премьер-министром Китая Вэнь Цзябао. Комиссия будет отвечать за разработку национального плана развития энергетики, обзор данных энергетической безопасности и основных вопросов энергетики, а также координацию развития внутренней энергетики и международного сотрудничества..
Китайское правительство осуществляет многочисленные стратегии по развитию возобновляемых источников энергии. С 2008 по январь 2012 года Китай занимал первое место по инвестициям в экологически чистую энергетику. В первой главе Закона о возобновляемых источниках энергии, принятого в 2005 году, чётко говорится, что развитие и использование возобновляемых источников энергии является приоритетной областью развития энергетики. Двенадцатый пятилетний план, нынешний план, также уделяет большое внимание зелёной энергетике. Подробная политика и программы стимулирования включают программу «Золотое солнце», которая предусматривает финансовые субсидии, технологическую поддержку и рыночные стимулы для содействия развитию солнечной энергетики; предложения по развитию Ветроэнергетики в 2006 году, которая предлагает преференциальную политику для развития ветроэнергетики и многие другие стратегии. Помимо продвижения политики, Китай ввёл в действие ряд стратегий по стандартизации продуктов возобновляемой энергетики, предотвращению ущерба окружающей среде и регулированию цен на зелёную энергию. Эта политика включает, но не ограничивается законом О возобновляемых источниках энергии, Правилами безопасности гидроэлектростанций, и национальным стандартом солнечных водонагревателей.
Несколько положений в соответствующих китайских законах и положениях касаются разработки метанового газа в сельских районах Китая. Эти положения включают статью 54 Закона Китайской Народной Республики О сельском хозяйстве, статьи 4 и 11 Закона Китайской Народной Республики Об энергосбережении, статью 18 Закона Китайской Народной Республики О возобновляемых источниках энергии, и статью 12 положений Китайской Народной Республики о восстановлении сельскохозяйственных угодий в лесах.
20 апреля 2007 года Комитет по окружающей среде и ресурсам Всекитайского Собрания народных представителей и Национальная комиссия по развитию и реформе созвали конференцию по случаю первой годовщины принятия закона О возобновляемых источниках энергии. Насчитывалось около 250 человек, которые присутствовали на конференции от Министерства финансов, Министерства науки и технологий, Министерство сельского хозяйства, Министерство строительства, Генеральная Администрация по надзору за качеством, инспекции и карантину (AQSIQ), Национального Бюро лесного хозяйства, Национальной электрической сетевой компании, институтах науки и техники, нефтяных компаний, крупных инвестиционных компаний, компаний-производителей оборудования возобновляемой энергетики и т. д. В числе других конференций: 3-й ежегодный саммит по энергетике и альтернативной энергетике Китая, состоявшейся с 16 по 20 мая 2007 года в Swissotel, Пекин; 2-я Китайская выставка возобновляемой энергии и энергосберегающих продуктов и технологий, проходившая с 1-3 июня 2007 года в Пекине в Национальном выставочном зале для сельского хозяйства; и китайская Международная выставка солнечной энергии и Фотоэлектрической техники 2007 года, проходившая в Пекинском Международном выставочном центре с 25 по 29 июня 2007 года. В число спонсоров выставки вошли: Ассоциация Возобновляющей энергии Азии, Ассоциация управления энергетических производств Китая и Ассоциацию предпринимательства внешней торговли и экономического сотрудничества Китая.

## Механизм чистого развития в Китае
Согласно базе данных РКИК ООН, к ноябрю 2011 года Китай был ведущей принимающей страной для проектов МЧР с 1661 проектом (46,32 %) из 3586 зарегистрированных видов деятельности по проектам в мире (100 %).
Согласно ИГЭС (Япония), в рамках общего количества Сертифицированных сокращений выбросов (ССВ), полученных от проектов МЧР в Китае на 31 марта 2011 года лидером являлся проект по снижению и уничтожению выбросов фреонов (365,577 х 1000т/CO2-экв), затем по строительству гидроэлектростанций (227,693), использование энергии ветра (149,492), распад Н2О (102,798), и добыча метана (102,067).
```
Согласно Рамочной Конвенции Организации Объединенных Наций об изменении климата, из в общей сложности более 600 зарегистрированных проектов МЧР во всем мире по состоянию на середину апреля 2007 года в настоящее время в Китае зарегистрировано 70 проектов МЧР. Темпы регистрации китайских проектов МЧР ускоряются; до начала 2007 года в Китае было зарегистрировано в общей сложности 34 проекта МЧР, однако к настоящему времени в 2007 году было зарегистрировано ещё 36 китайских проектов МЧР.
```

Акционерное общество Шанхая по передаче и распределению энергии, которое является дочерним предприятием Акционерного общества Шанхая по электричеству и газу заключили соглашение о создании совместного предприятия с канадской компанией Xantrex Technology, Inc, чтобы построить завод для проектирования, производства и продажи солнечных и ветряных электростанций, электрических и газовых продуктов электроники. Новая компания находится на завершающей стадии процесса утверждения.
По словам Тео Рамборста, генерального директора Bosch Rexroth (Китай) Ltd., дочерней компании Bosch Group AG, мирового лидера в области управления, трансмиссии и производства машинной гидравлики, Bosch Rexroth (China) Ltd. заключила контракт на €120 миллионов по производству ветровых турбогенераторов в Китае в 2006 году. Ответственный за увеличение доли энергии ветра в Китае, Бош Рексрот (Китай) Лтд. в октябре 2006 года инвестировал 280 миллионов в расширение заводов в Пекине и Чанчжоу, провинции Цзянсу. Ранее в 2006 году Bosch Rexroth запустил свой Шанхайский завод Jinqiao (Golden Bridge), который занимается производством, установкой, распределением и обслуживанием деталей и систем передачи и управления; Шанхайский завод также будет служить главным центром технологий, персонала и распределения Bosch в Китае.

## Охрана окружающей среды и энергосбережение
По данным китайской «энергетической синей газеты», недавно опубликованной китайской Академией социальных наук, Средняя скорость уменьшения доли угля в общем объёме добычи в Китае составляет всего 30 %, что меньше половины скорости восстановления во всем мире; скорость извлечения угольных ресурсов в США, Австралии, Германии и Канаде составляет ~80 %. Скорость извлечения угля из добычи в провинции Шаньси, крупнейшем источнике угля в Китае, составляет около 40 %, хотя скорость восстановления деревенских и поселковых угольных шахт в провинции Шаньси составляет всего 10 % −20 %. Совокупно за последние 20 лет (1980—2000 гг.) Китай переработал более 28 гигатонн угля.
13 апреля 2007 года Департамент науки, технологий и образования Министерства сельского хозяйства Китая организовал азиатское региональное рабочее совещание по адаптации к изменению климата, организованное Рамочной Конвенцией Организации Объединенных Наций об изменении климата (РКИКООН). Изменение климата будет влиять на Азиатские страны по-разному, но в любом случае отрицательно. Регионы с умеренным климатом будут испытывать изменения в лесном покрове, в то время как исчезновение горных ледников вызовет такие проблемы, как нехватка воды и повышенный риск затопления ледниковых озёр. Прибрежные зоны подвергаются все большему риску повышения уровня моря, а также загрязнения и чрезмерной эксплуатации природных ресурсов. В 2006 году в Китае от штормов, наводнений, жары и засухи погибло более 2700 человек; последствия варьировались от засухи на юго-западе Китая, которая была самой сильной с тех пор, статистика начала собираться в конце XIX века, до наводнений и тайфунов в Центральном и юго-восточном Китае. Погодные явления в Китае в 2006 году рассматривались как прелюдия к погодным условиям, которые, вероятно, станут более распространёнными из-за глобального потепления. Темы, обсуждавшиеся представителями азиатских стран и развитых стран, международных организаций и неправительственных организаций, включали оценки уязвимости, осуществление мер по адаптации в различных секторах экономики и в конкретных географических районах, таких, как прибрежные и горные районы.
На основе недавнего опроса в 2007 году, управление по стандартизации Китая планирует и дальше развивать и совершенствовать стандарты для сохранения и комплексного использования природных ресурсов в следующих областях: энергетика, вода, лес, охрана земель, развитие возобновляемых источников энергии, комплексного использования недр, утилизации, рециркуляции и повторного использования подручных материалов и экологически чистого производства..

## Производство и потребление энергии
В 2011 году Китай производил 70 % своей энергии из угля, выбрасывая больше углекислого газа, чем два следующих крупнейших эмиттера вместе взятых (США и Индия), выбросы увеличивались на 10 % в год.
В 2011 году Китай произвёл 6 % электроэнергии от ГЭС, <1 % АЭС и 1 % — от других возобновляемых источников энергии.
По оценке китайских экспертов по энергетике, к 2050 году процент потребностей Китая в энергии, произведённой угольными электростанциями, снизится до 30-50 % от общего потребления энергии и что оставшиеся 50-70 % будут обеспечены сочетанием использования нефти, природного газа и возобновляемых источников энергии, включая гидроэнергию, ядерную энергию, биомассу, солнечную энергию, энергию ветра и другие возобновляемые источники энергии.
В 2007 году доля транспорта в потреблении неочищенной нефти в Китае составляет около 35 %, но к 2020 году её потребление для транспортных целей увеличится до 50 % от общего потребления.
Согласно исследованию, проведённому Институтом энергетических исследований Национальной комиссии по развитию и реформам, в последние годы Китай тратил в среднем 400 мегатонн угольного эквивалента в год. В 2006 году Китай использовал в общей сложности 2,46 гигатонны угля по сравнению с 1,4 гигатоннами угля по всей стране в 2000 году. С увеличением потребления энергии на уровне 10 % / год, за последние 5 лет общее потребление энергии превысило совокупный объём потребления энергии за предыдущие 20 лет. По словам дай Янде, председателя Института энергетических исследований НКРР, несмотря на то, что продолжающийся рост потребления энергии неизбежен, Китай должен предпринять шаги для изменения формы своего экономического роста и существенного повышения энергоэффективности китайской промышленности и общества в целом. Среди прочего, Китай должен найти новые точки экономического развития, которые бы отдалили Китай от функции "мировой фабрики " и повысили энергоэффективность. Китай также должен избегать ненужных отходов, развивать устойчивую экономику и поощрять использование возобновляемых источников энергии, чтобы уменьшить зависимость Китая от нефтехимических энергетических ресурсов.
С июня 2006 года, когда премьер-министр Китая Вэнь Цзябао посетил проект группы Шенхуа по сжижению угля и заявил, что производство угля в жидких углеводородах является важной частью энергетической безопасности Китая, многие крупные угледобывающие провинции и города объявили о новых проектах «от угля к нефти». По состоянию на конец 2006 года запланировано 88 проектов по производству метилового спирта; Общая мощность этих проектов составляет 48,5 мегатонн / год. Если все эти проекты будут реализованы, то к 2010 году производство метилового спирта достигнет 60 мегатонн / год. Эта спешка с разработкой проектов по добыче угля для нефтяных проектов вызывает озабоченность по поводу нового раунда расточительного развития и непреднамеренных последствий такого быстрого развития; к ним относятся форсированная добыча угля, чрезмерное использование воды (этот процесс требует 10 тонн воды на каждую тонну добываемой нефти) и вероятное повышение цен на уголь.
Китай и Россия ведут переговоры об объединении своих электроэнергетических сетей, чтобы Китай имел возможность покупать электроэнергию у российского Дальнего Востока для поставок в Северо-Восточный Китай (Дунбэй). Выгоды для Китая от импорта электроэнергии из соседних стран включают в себя экономию внутренних ресурсов, снижение потребления энергии, снижение зависимости Китая от импортируемой нефти (80 % −90 % из которых должны поставляться через небезопасные воды) и сокращение выбросов загрязняющих веществ. Китай уже начал строить демонстрационный проект с высоким напряжением 1 МВ и проект прямой передачи электроэнергии 800 кв, а после 2010 года Китай будет иметь линию передачи большой мощности для международной передачи электроэнергии на большие расстояния. Китай также рассматривает возможность соединения своих линий электропередачи с Монголией и несколькими бывшими советскими государствами, которые граничат с Китаем, специалисты прогнозируют, что к 2020 году более 4 PWh энергии будут переданы в Китай из соседних государств. Ожидается, что в этом году Китай добудет 250 мегатонн сырой нефти и будет вынужден импортировать около 350 мегатонн, полагаясь на экспорт в 60 %. Если Китай сможет импортировать 620 Твтч электроэнергии от соседей, он сможет сократить импорт непереработанной нефти на 100 мегатонн. Импортируя электроэнергию из четырёх или пяти соседних стран, Китай не только уменьшит свою зависимость от импортируемой нефти, но и повысит энергетическую безопасность за счёт диверсификации своих иностранных источников энергии, что сделает Китай менее уязвимым для сбоев в поставках.
В 2006 году в Китае было произведено в общей сложности 2.8344 PWh электроэнергии из установленной базы 622 ГВт генерирующих мощностей; только в 2006 году дополнительно 105 ГВт установленной мощности вышли на линию в Китае. По оценкам экспертов, в 2007 году будет введено в эксплуатацию ещё 100 ГВт вновь установленных генерирующих мощностей, однако 2006 год, вероятно, был самым высоким показателем развития электроэнергетических мощностей в Китае.